# Anglo American
Anglo American plc, créée en 1917 en Afrique du Sud, est une holding britannique principalement active dans la production et la transformation minière.
En 2021, elle est le plus gros producteur de platine avec 40 % de la production mondiale et reste l'actionnaire majoritaire de l'entreprise De Beers.

## Histoire
Anglo American est issue d'une première société dénommée Anglo American Corporation (AAC), fondée en 1917 par Ernest Oppenheimer à Johannesbourg. Le nom rappelle les pays d'où le financement initial provenait. L'apport le plus important provenait de la banque américaine JP Morgan, complété par un autre apport évalué à un million de livres sterling réunit par un pool de sociétés britanniques. En 1926, l'AAC devient l'actionnaire majoritaire de la De Beers. Après 1945, l'AAC investit dans les mines de charbon. Harry Oppenheimer, fils du fondateur, devient le nouveau président du groupe, et est nommé également président de la De Beers. À partir de 1961, sous son impulsion, l'AAC commence à investir dans les secteurs miniers du Canada. En 1984, Harry Oppenheimer se retire de la présidence. Son fils, Nicky Oppenheimer, demeure un important actionnaire du groupe.
En mai 1999, après la fusion avec Minorco, le groupe est renommé Anglo American. Les opérations minières sur l'or font maintenant partie du spin off AngloGold, qui fusionne plus tard avec Ashanti Goldfields Corporation pour devenir AngloGold Ashanti.
En juin 2005, elle est dénoncée par Human Rights Watch pour des atrocités commises au Congo-Kinshasa dans le but de mettre la main sur des mines de Mongbwalu, dans le district d'Ituri. Anglo American aurait financé le groupe armé FNI (Front Nationaliste et Intégriste) et aurait revendu l'or en le faisant transiter par l'Ouganda.
En 2007, Anglo American scinde ses activités papier et emballage de sa filiale, Mondi, qui devient indépendante.
En octobre 2007, sa participation dans sa filiale de production d'or Anglogold Ashanti passe de 41,6 % à 17,3 %.
En 2009, à la suite de la crise économique de 2008, Anglo American réduit fortement sa production. En février 2009, la société met en place un plan de restructuration prévoyant notamment la suppression de 19 000 postes de par le monde. En juin 2009, malgré sa situation précaire, elle rejette une offre de fusion avec Xstrata, dont la valeur est estimée à environ 41 milliards £.
En 2013, après avoir investi 580 millions de dollars américains sur six ans avec son partenaire canadien Northern Dynasty Minerals (NAK) dans le projet de Pebble Mine (Alaska), un site connu pour détenir l'un des plus gros potentiels en exploitation d'or, le groupe se retire et provisionne cette perte.
En juillet 2014, Anglo American annonce son souhait de se détacher de plusieurs mines de platines en Afrique du Sud, notamment celles nécessitant le plus de main-d'œuvre, après d'importantes grèves sectorielles dans ce pays. Cela représenterait près d'un quart de sa production de platine.
En novembre 2014, le groupe annonce avoir placé 100 millions de dollars dans un fonds d'investissement qui s'intéresse à l'innovation autour des produits à base de platine.
En 2015, Anglo American vend sa participation dans Lafarge Tarmac, deux mines de cuivre au Chili et la mine de Rustenburg, une mine de platine située en Afrique du Sud.
En décembre 2015, Anglo American annonce un important plan de restructuration, qui consiste à la vente ou l'arrêt de 30 mines sur les 55 qu'il possède et à se séparer de 85 000 employés sur les 135 000 employés que compte le groupe.
En avril 2016, Anglo American annonce la vente de ses activités, autour du niobium et du phosphate, basées au Brésil, à China Molybdenum pour 1,5 milliard de dollars.
En avril 2017, Anglo American annonce la vente de ses activités charbonnières en Afrique du Sud à Seriti Resources pour 166 millions de dollars.

## Actionnaires
Liste des principaux actionnaires au 23 octobre 2019.
| Public Investment Corporation      | 11,2 % |
| Silchester International Investors | 5,07 % |
| Tarl Investment Holdings           | 3,42 % |
| Epoch Two Investment Holdings      | 3,05 % |
| The Vanguard Group                 | 2,76 % |
| BlackRock Investment Management    | 2,24 % |
| Schroder Investment Management     | 2,13 % |
| Norges Bank Investment Management  | 2,04 % |
| Volcan Investments                 | 1,79 % |
| Fidelity Management & Research     | 1,67 % |

## Activité
Depuis 1998 son siège social est basé à Londres. Il se trouvait auparavant à Johannesburg.

### Filiales
Le groupe possède 50 % du capital de Tarmac (G.-B.) et de Copebras (Brésil). Il est aussi propriétaire à 85 % de De Beers.
Sa filiale Anglo American Platinum (filiale à 80 %) est le premier producteur mondial de platine, malgré un recul de 20 % de son chiffre d'exploitation en 2014 à la suite de grèves prolongées.
Anglo American possède 50,1 % des mines de cuivre de Los Bronces au Chili, aux côtés des japonais Mitsui et Mitsubishi, une filiale qui a été également affectée par de forts mouvements sociaux en 2014.
Au sud-est du Brésil, Anglo American possède la mine de minerai de fer de Minas-Rio, un lieu de production dont la construction a couté 8,8 milliards de dollars au groupe.

### Mines
- Mine de Quebrada Blanca au Chili
- Mine de Mantos Blancos au Chili
- Mine de Collahuasi
- Mine d'Iduapriem au Ghana
- Mine de Quellaveco au Pérou

## Controverses
Le groupe Anglo American a été vivement critiqué en août 2007 par l'ONG britannique War on Want pour son dossier peu reluisant en droits humains. Selon un rapport de l'ONG, Anglo American serait coupable d'évictions massives aux Philippines et en Afrique du Sud et de pratiques environnementalement destructrices au Ghana et au Mali.
La holding britannique a aussi été critiquée en 2007 par divers groupes environnementaux pour son rôle dans le développement de Pebble Mine, en Alaska. Selon les opposants au projet, le complexe minier risque de grandement modifier l'environnement de la région de Bristol Bay en bloquant le frayage de la plus grande population restante de saumons rouges au monde.
Au Chili, dans la région de Santiago, AngloAmerican envisage une expansion souterraine chiffrée à 3 milliards de dollars de la mine de Los Bronces. Pourtant, selon le glaciologue Francisco Ferrando.: « L’étude d’impact, réalisée par l’entreprise, a volontairement omis de signaler les glaciers rocheux présents au-dessus du tunnel de prospection long de 7,9 km, situé à 600 m de profondeur. Depuis 1955, on estime qu’un tiers des glaciers rocheux situés dans cette zone ont été détruits ou endommagés par AngloAmerican et la mine voisine Andina, gérée par l’entreprise chilienne Codelco. »